# تومو ماهوريتش
تومو ماهوريتش (بالسلوفينية: Tomo Mahorič)‏ مواليد 28 أبريل 1965 في ليوبليانا، جمهورية يوغوسلافيا الاشتراكية الاتحادية، هو مدرب كرة سلة سلوفيني ولاعب معتزل. لعب مع نادي أوليمبيا لكرة السلة من سنة 1992 إلى 1995، ثم لعب مع نادي سلوفان لكرة السلة من سنة 1999 إلى 2002، ثم لعب مع نادي أوليمبيا لكرة السلة في موسم 2002–2003، ثم لعب مع ليتوفوس رايتس في سنة 2005، ثم لعب مع نادي أوليمبيا لكرة السلة في سنة 2006، ثم لعب مع جويرينو فانولي باسكت في الدوري الإيطالي من سنة 2006 إلى 2008.